# Tête d'éphèbe blond de l'Acropole
La tête d'éphèbe blond de l'Acropole est un fragment d'une statue de jeune homme en marbre, découverte en 1883 à Athènes, dans le « dépôt des Perses » ou « Perserschutt », près de l'ancien musée de l'Acropole. Elle est conservée au musée de l'Acropole d'Athènes (inv. 689).

## Description
La hauteur de la tête dans l'axe du nez est de 25 cm, la largeur sous le lobe de l'oreille est de 12,5 cm .
Aucune attribution n'est actuellement retenue. Le seul rapprochement qui éclaire ce fragment est celui que propose Claude Rolley. Le profil de l'Éphèbe blond est celui de quelques têtes du Peintre de Berlin (en), vers 490. Ce peintre des premiers temps de la céramiques à figures rouges se trouve dans la suite de ces prédécesseurs parmi lesquels Francis Croissant retient Phintias (en). Le Peintre de Berlin en reprend les profils en les verticalisant légèrement. Ce qui signifie  que l'on peut écarter le rapprochement avec la sculpture du Nord-Est du Péloponnèse, en particuliers d'Argos.
La couleur blond doré d'origine des cheveux bouclés est décelable à des restes de peinture conservés en surface. Les cheveux sont plus proches du style archaïque que de celui de l'éphèbe de Critios, réalisé un peu après, et qui appartient au style sévère de la sculpture grecque classique.
Le bassin, découvert près de la tête, montre la même attitude classique que celle de l'éphèbe de Critios.